# Vaste commissie voor Binnenlandse Zaken
De Tweede Kamercommissie voor Binnenlandse Zaken (BIZA) is een vaste Tweede Kamercommissie die zich bezighoudt met constitutionele zaken, binnenlands bestuur, minderheden- en integratiebeleid, informatiseringsbeleid, openbare orde en veiligheid, overheidspersoneelsbeleid, het koninklijk huis en zaken betreffende het ministerie van Algemene Zaken.
Meer in het bijzonder gaat het daarbij om:
- de Grondwet, Hoge Colleges van Staat (zoals de Raad van State en de Nationale Ombudsman)
- de Kieswet, partijfinanciering, verkiezingen
- de bestuurlijke indeling (Rijk, provincies, gemeenten, stadsgewesten), departementale indeling, financiën van lagere overheden, grotestedenbeleid, herindelingen
- Huis voor klokkenluiders
- politie, brandweer en rampenbestrijding
- arbeidsmarktbeleid, arbeidsvoorwaarden en pensioenen voor overheidspersoneel en politieke ambtsdragers, de Algemene bestuursdienst en Bureau Internationale ambtenaren
- verzelfstandigingen
- regeldruk burgers
- paspoort, privacy, basisregistratie, identiteit
- AIVD
- overheidsvoorlichting (Rijksvoorlichtingsdienst)
- wonen en bouwen
- ruimtelijke ordening, Omgevingswet
- Rijksdienst